# Ceratocombus
Ceratocombus is een geslacht van wantsen uit de familie van de Ceratocombidae (Bladmoswantsen). Het geslacht werd voor het eerst wetenschappelijk beschreven door Victor Antoine Signoret in 1852.

## Soorten
Het genus bevat de volgende soorten:

- Ceratocombus alticallus Ren & Yang, 1991
- Ceratocombus aotearoae Larivière & Larochelle, 2004
- Ceratocombus areolatus McAtee & Malloch, 1925
- Ceratocombus australiensis Gross, 1950
- Ceratocombus boliviensis Reuter, 1891
- Ceratocombus brasiliensis Reuter, 1891
- Ceratocombus brevipennis Poppius, 1910
- Ceratocombus coleoptratus (Zetterstedt, 1819)
- Ceratocombus corticalis Reuter, 1889
- Ceratocombus cuneatus McAtee & Malloch, 1925
- Ceratocombus enderleini Poppius, 1910
- Ceratocombus fasciatipennis Ren & Zheng, 1992
- Ceratocombus fasciatus Uhler, 1894
- Ceratocombus guizhouensis Ren & Yang, 1993
- Ceratocombus hawaiiensis Usinger, 1946
- Ceratocombus hesperus McAtee & Malloch, 1925
- Ceratocombus hurdi Wygodzinsky, 1959
- Ceratocombus insularis Reuter, 1893
- Ceratocombus japonicus Poppius, 1910
- Ceratocombus major McAtee & Malloch, 1925
- Ceratocombus mareki Stys, 1977
- Ceratocombus minutus Uhler, 1894
- Ceratocombus monticolus Linnavuori, 1974
- Ceratocombus niger Uhler, 1904
- Ceratocombus novaezelandiae Larivière & Larochelle, 2004
- Ceratocombus plebejus Poppius, 1910
- Ceratocombus sinicus Ren & Yang, 1991
- Ceratocombus stysi Roca-Cusachs, García-Becerra & Jung, 2019
- Ceratocombus taivanus Poppius, 1915
- Ceratocombus vagans McAtee & Malloch, 1925
- Ceratocombus variegatus Stys, 1977
- Ceratocombus yunquensis Usinger, 1946